# Erastès

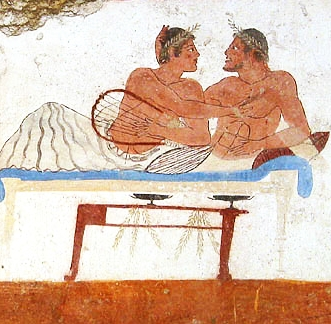
Ritrosia di un eromenos (ragazzo) di fronte agli approcci di un erastès (adulto), nella tomba del tuffatore

Erastès (ἐραστής, plur. ἐρασταί erastài, traducibile come "amante") era il termine con cui, nell'antica Grecia, si definiva l'uomo adulto che aveva una relazione con un adolescente di sesso maschile, che per legge doveva avere più di 12 anni.
Tale relazione, pur essendo a sfondo erotico-sessuale, si arricchiva tuttavia di molteplici aspetti relazionali e di contenuti pedagogici.
L'erastès infatti insegnava all'eròmenos, ovvero al fanciullo amato, il senso civico, la cultura e l'amore. In cambio, egli si aspettava dall'eromenos gioia e piacere fisico.
In ogni caso, secondo la morale sessuale greca, l'eromenos non doveva concedersi subito all'erastès, ma importante era il corteggiamento attuato dall'erastès nei suoi confronti, come raffigurano vasi e coppe dell'epoca classica.

L'erastès inoltre doveva prendersi cura dell'eròmenos, anche con denaro o proteggendolo politicamente.
A seguito soprattutto della pubblicazione dell'opera di Kenneth Dover intitolata L'omosessualità nella Grecia antica nel 1978, i due termini di erastès ed eròmenos sono divenute le parole standard per definire i due ruoli della relazione pederastica. Entrambe derivano dal verbo ἐράω erào col significato di amare (da cui discende pure il nome del dio Eros).
Secondo l'interpretazione data da Dover sussiste poi una stretta dicotomia tra la figura dell' ἐραστής erastḕs (plurale ἐρασταί erastài), l'amante più grande visto come partner attivo e dominante, col suffisso tes-τής come complemento di agente, e la parola della lingua greca antica paiderastês, che significava sì "amante dei ragazzi", ma di solito indicato con una connotazione negativa: l'erastes dovrebbe quindi rimanerne distinto contenendo in sé una forma assai più idealizzata di tal amore. L'amante, per come la vede Dover, avrebbe inoltre dovuto essere solo poco più che ventenne e quindi la differenza di età tra i due poteva benissimo anche essere del tutto trascurabile.